# Abelmoschus esculentus

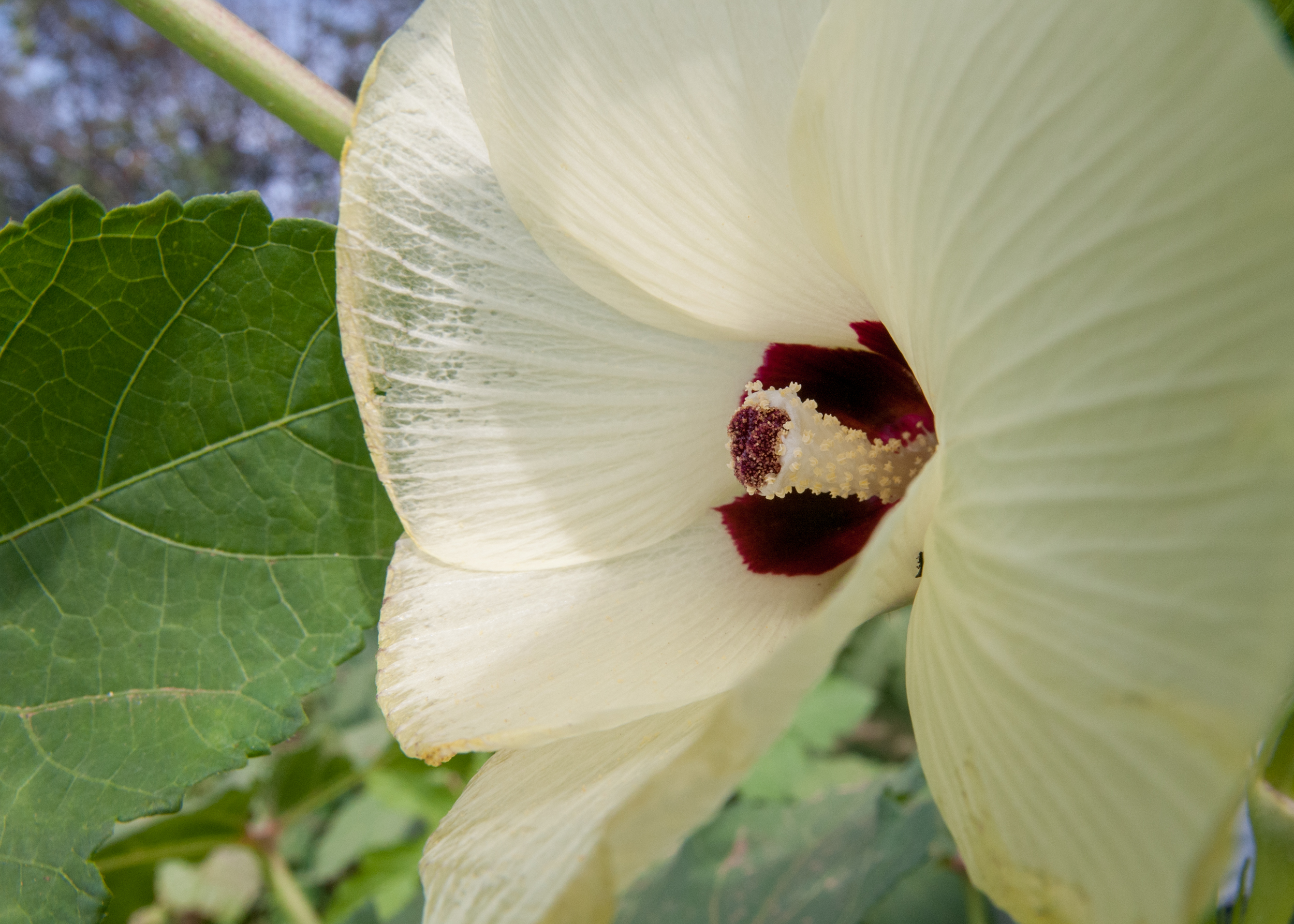
Flor, detalle.

Abelmoschus esculentus es una planta fanerógama tropical de fruto comestible, originaria de África y perteneciente a la familia de las malváceas. Es conocida con los nombres de quimbombó (Cub., Ven., P.R.),quingombó, ocra (Salv.), okra, ocro (G. E.), abelmosco (Méx.), ñajú (Per.), guingambó, chingambó (P.R.), molondrón (Rep. Dom. y P. R.), candia (Col.), o gombó (R. D.) e internacionalmente conocida como okra, bamia (Or. Med.), o quiabo (Bra.).

## Descripción
Es una planta anual o perenne de porte erguido. Su robusto tallo central puede alcanzar los 1,75 m de altura y hasta 3 m en zonas tropicales. Generalmente desarrolla ramas que nacen de las axilas de las hojas del tallo central. Las hojas son palmeadas, pentalobuladas las superiores, trilobuladas las intermedias y acorazonadas con hendidura en la pared basal y borde festoneado las inferiores. El haz presenta color verde oscuro en las hojas más adultas y verde claro en las jóvenes. El envés puede ser verde claro en las variedades de fruto verde, verde amarillento en las de fruto amarillo y de un color granate para las de fruto rojo.
Las flores, axilares, solitarias, pentámeras y con breve pecíolo, son de color blanco-amarillento y con mácula color púrpura o malva en la base de los pétalos. El fruto, erecto y pedunculado, es una cápsula polilocular de forma cónica que puede llegar a alcanzar los 30 cm de longitud y los 3,5 cm de diámetro en su base. Pueden ser asurcados o lisos, con dehiscencia longitudinal en su madurez, de color verde, amarillo o rojo según las variedades. La semilla madura es de color gris oscuro, de forma prácticamente esférica y unos 3 mm de diámetro.
Los frutos se deben cosechar antes de su plena maduración, pues si no, se ponen rápidamente fibrosos y endurecen.

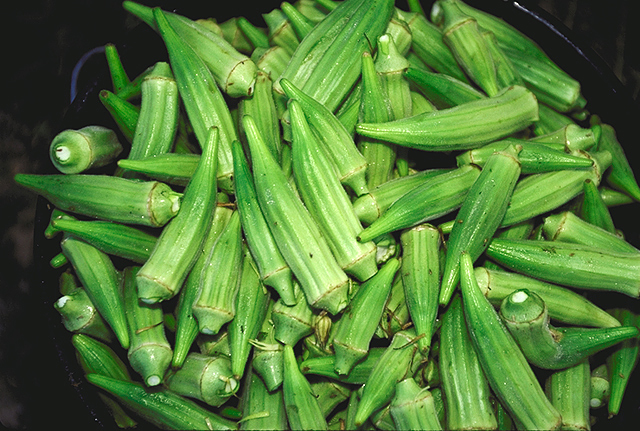
Frutos, variedad verde.

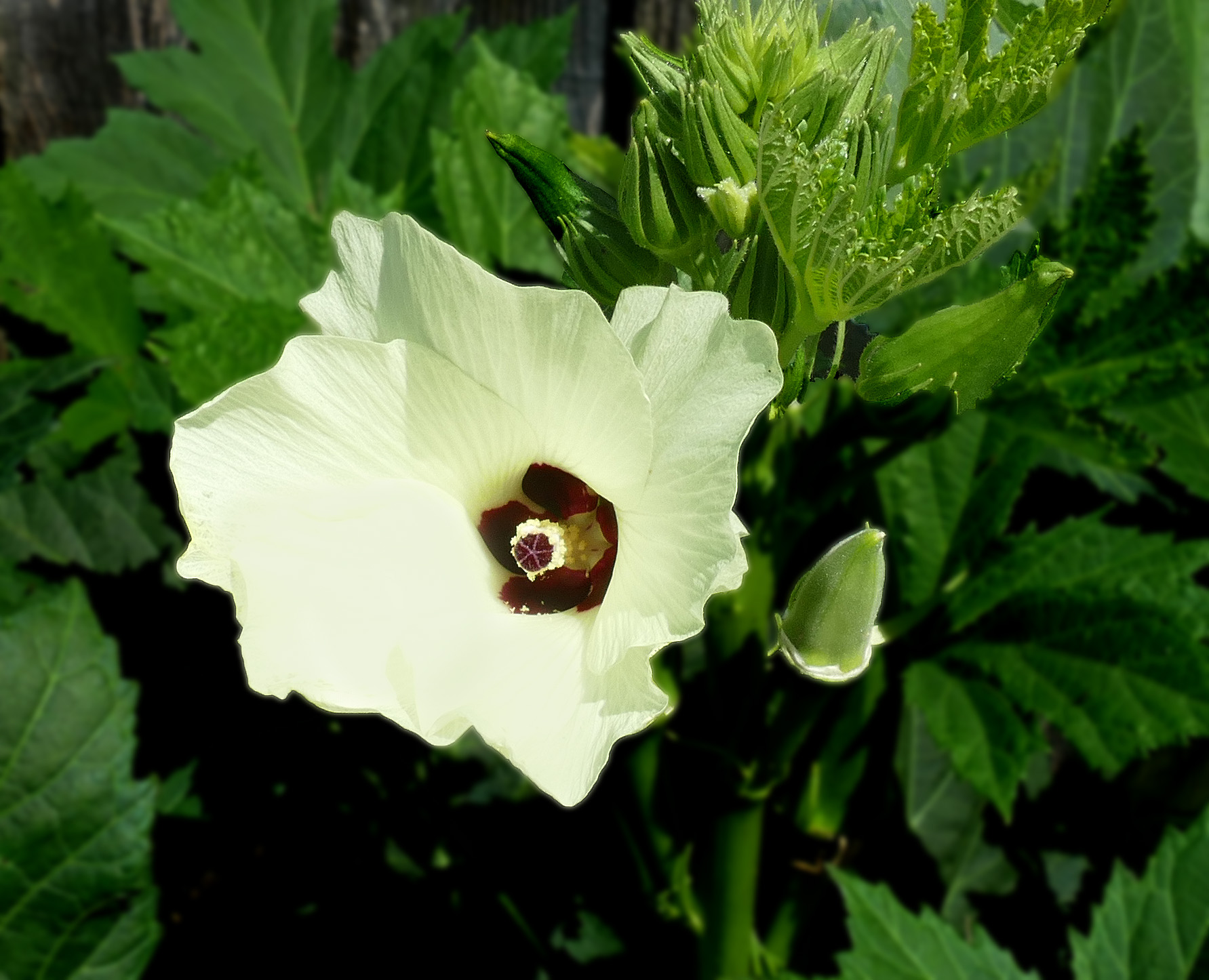
Flor con vainas de semillas.

## Nombres vernáculos
El nombre 'ocra/okra ' parece proceder de la lengua nvi del Oeste de África, concretamente del vocablo “nkruman” y “okwuru” en lengua igbo de Nigeria. Se usa así, con grafías diversas, en muchos países, entre ellos Argelia, Túnez (en estos dos últimos se emplea también el vocablo “gnawia”/“ganaouia”/“Gnawiya”), Alemania, Estados Unidos, a partir de una variante de Filipinas (“okro”). 
El vocablo quingombó, de procedencia también africana - a partir de “ki-ngombo” y sus variantes en la lengua bantú de Angola, se extendió y deformó en muchas regiones: Rusia, tal cual o como “gombo”, Portugal y Brasil (“quiabo”), parte de Estados Unidos, Francia, Holanda, Caribe hispano con “quimbombó” o “quingombó”, “chimbombó” o “guingambó" (Venezuela, Cuba, Puerto Rico,...).
El otro nombre muy corriente es bamia, y su variantes ortográfica “bamya”, usado en Grecia, Arabia, Albania, Turquía, donde emplean igualmente el vocablo “lalo” (este último curiosamente usado también en Mauricio...), Bulgaria y Bosnia.
Existen muchos otros nombres más locales, por ejemplo: “m'loukhyya” en Marruecos, “therere” (Chichewa) y “derere” (Tumbuka) en Malaui, “ñajú” en Panamá, “molondrón” en la República Dominicana, el nombre hindi/urdu “bhendi”, “bhindi” o “bendai” en India, Pakistán, Bangladés, y a menudo en Gran Bretaña.
En la costa Caribe colombiana, recibe el nombre de “candia” de la palabra kànje en wolof y sirve como base de un plato conocido como “guiso de candias” el cual es de habitual preparación especialmente en los departamentos de Sucre, Córdoba y Magdalena.
En fin, otros vocablos sin origen y aplicación local particular: guiabo de África, ramturi de la India, ají turco, algalia, angelonia, yerba de culebra, cuerno griego, dedos de señora.

## Origen y distribución geográfica
Abelmoschus esculentus es un alopoliploide de origen incierto. Sin embargo, los antecesores propuestos incluyen Abelmoschus ficulneus, A. tuberculatus y una forma "diploide" de okra. No se conocen con certeza poblaciones verdaderamente salvajes (a diferencia de las naturalizadas), y la variedad de África occidental ha sido descrita como un cultigen.
Los seres humanos han utilizado la okra desde la antigüedad, y en las épocas griega y romana que pasaron por Egipto, se plantaba okra y se encontraron imágenes talladas de ella en los templos faraónicos. La okra se originó en África tropical y se cultivó en el Medio Oriente y la India durante mucho tiempo. En el siglo XIX d. C., se observaron plantas silvestres de okra en el este de Sudán. La okra fue introducida por primera vez en Europa mediante la conquista omeya de Hispania. Uno de los primeros relatos europeos es el de Abu al-Abbás al-Nabati, quien visitó Egipto en 1216 y describió la planta cultivada por los lugareños que comían las vainas tiernas con harina. Desde Arabia, la planta se extendió por las costas del mar Mediterráneo y hacia el este.

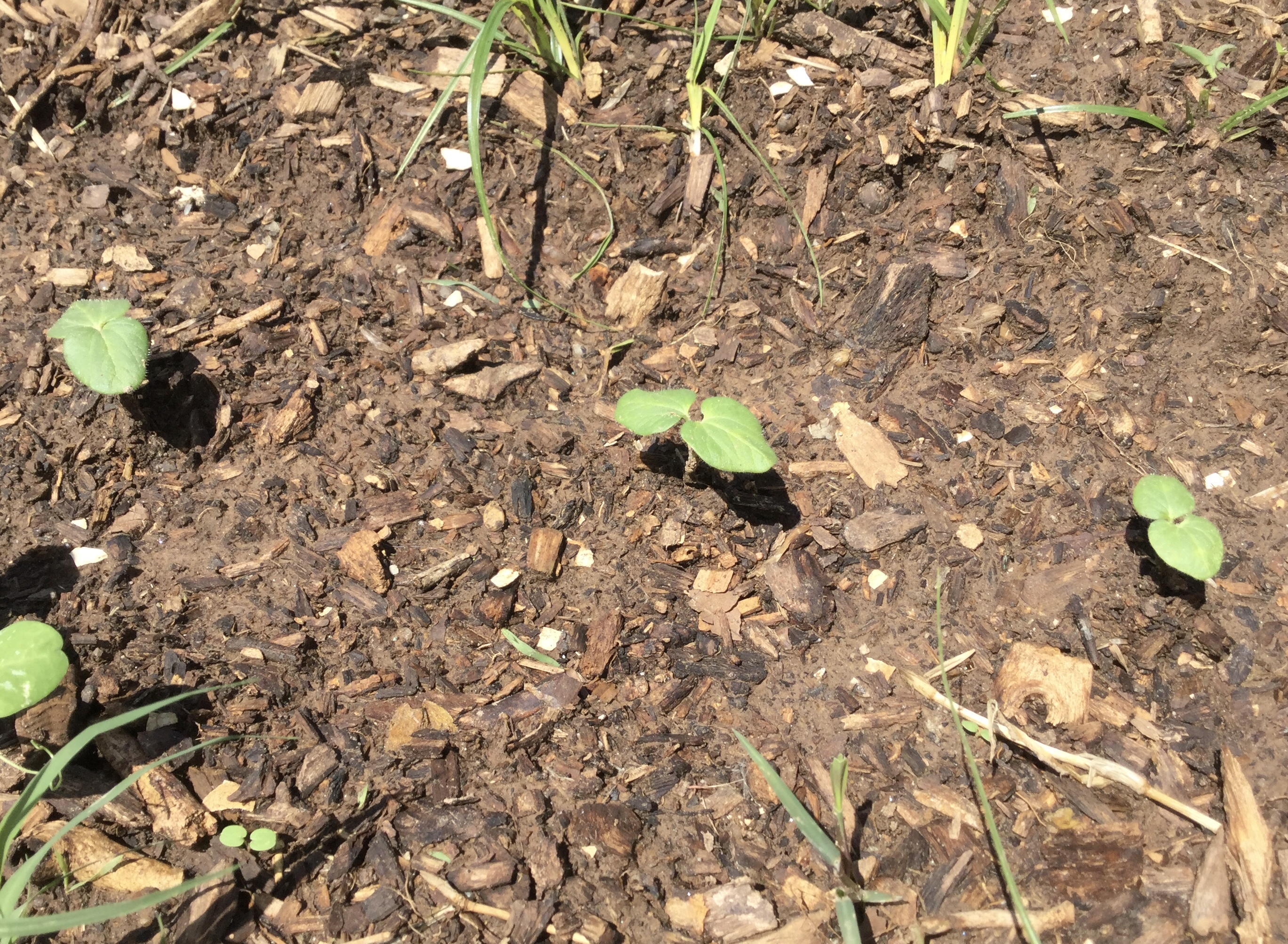
Plantas aproximadamente una semana después de la germinación (Oklahoma, EE. UU.).

La planta fue introducida en América por barcos que practicaban el comercio atlántico de esclavos hacia 1658, cuando se registró su presencia en Brasil. Se documentó además en Surinam en 1686. Es posible que la okra haya sido introducida en el sureste de América del Norte desde África a principios del siglo XVIII. En 1748, se cultivaba hasta el norte de Filadelfia. Thomas Jefferson señaló que estaba bien establecida en Virginia en 1781. Era común en todo el sur de los Estados Unidos en 1800, y la primera mención de diferentes cultivares fue en 1806.

## Gastronomía
Las semillas maduras, tostadas, pueden utilizarse para preparar un sucedáneo del café, como se hace en Nicoya. El fruto contiene una sustancia mucilaginosa (de textura gelatinosa) útil para espesar sopas y ragús. Se recomienda elegir gombos bien coloreados de menos de 1 dm de largo para que no estén demasiado duros. El gombo se come crudo o cocido y forma parte de los múltiples platos creoles. Se utiliza especialmente en la preparación del calalou o caralcu (en Cayena).
Se combina bien con el tomate, la cebolla, el pimiento, el ñame, así como con el curry, el cilantro, el orégano, el limón y el vinagre. Es una verdura frágil, que se conserva de dos a tres días en el frigorífico en una bolsa de papel.
Ignorado en los restaurantes de Europa, no ocurre lo mismo en América y Oriente Medio, donde su consumo es masivo. Con salsa de tomate, es un plato típico en Grecia.
Hasta finales del siglo XIX era cultivado en Perú donde fue el ingrediente principal del sanguito de ñajú.

### Producción
| Producción en toneladas. Cifras 2013 Datos de FAOSTAT Archivado el 28 de julio de 2016 en Wayback Machine. (FAO) | Producción en toneladas. Cifras 2013 Datos de FAOSTAT Archivado el 28 de julio de 2016 en Wayback Machine. (FAO) |
| --- | --- |
| India | 6.350.000 |
| Nigeria | 1.100.000 |
| Irak | 142.409 |
| Costa de Marfil                                                                                                  | 139.094 |
| Pakistán | 108.426 |
| Egipto | 97.457 |
| Ghana | 63.860 |
| Camerún | 72.661 |
| Otros países | 344.129 |

## Cultivo
Abelmoschus esculentus se cultiva en las regiones tropicales y templadas cálidas del mundo por sus frutos fibrosos o vainas que contienen semillas blancas redondas. Se encuentra entre las especies vegetales más tolerantes al calor y la sequía del mundo y tolerará suelos con mucha arcilla y humedad intermitente, pero las heladas pueden dañar las vainas. En cultivo, las semillas se remojan durante la noche antes de plantarlas a una profundidad de 1 a 2 centímetros (3⁄8 a 13⁄16 pulgadas). Prefiere una temperatura del suelo de al menos 20 °C (68 °F) para la germinación, que ocurre entre seis días (semillas remojadas) y tres semanas. Como planta tropical, también requiere mucha luz solar y también debe cultivarse en un suelo que tenga un pH entre 5,8 y 7, idealmente en el lado ácido. Las plántulas requieren mucha agua. Las vainas de las semillas se vuelven rápidamente fibrosas y leñosas y, para ser comestibles como verdura, deben cosecharse cuando están inmaduras, generalmente como máximo una semana después de la polinización. Por lo general, la primera cosecha estará lista aproximadamente 2 meses después de la siembra cuando medirá aproximadamente entre 51 y 76 mm (2 y 3 pulgadas) de longitud.
La enfermedad más común que afecta a la planta de okra es la marchitez por verticilosis, que a menudo provoca un color amarillento y el marchitamiento de las hojas. Otras enfermedades incluyen el oídio en las regiones tropicales secas, las manchas de las hojas, el virus del mosaico amarillo y los nematodos creadores de agallas. La resistencia al virus del mosaico amarillo en A. esculentus se transfirió mediante un cruce con Abelmoschus manihot y dio como resultado una nueva variedad llamada Parbhani kranti.
En los Estados Unidos, gran parte de la producción se cultiva en Florida, especialmente alrededor de Dade, en el sur de Florida. La okra se cultiva hasta cierto punto en todo el estado, por lo que está disponible diez meses al año. Los rendimientos varían desde menos de 20.000 kg/ha (18.000 libras por acre) hasta más de 34.000 kg/ha (30.000 libras por acre). Los precios al por mayor pueden llegar hasta 1,3 dólares por kilogramo (o 18 dólares por bushel, lo que equivale a 0,60 dólares por libra). Los Centros Regionales del Instituto Nacional de Alimentos y Agricultura de EE. UU. proporcionan planes de manejo integrado de plagas para su uso en Florida.

## Usos en la medicina popular
[cita requerida]
Dada su rica producción de mucílago, es emoliente y pectoral. Para tratar la angina y las afecciones de garganta, un remedio es poner a remojo sus hojas durante una noche en agua hervida conteniendo su mucílago para hacer gargarismos.
Para curar el ántrax (no confundir con el carbunco), puede utilizarse en cataplasmas y, contra el resfriado y la tos, en infusión.
Para tratar las infecciones por estafilococos en las uñas pueden utilizarse, asimismo, cataplasmas con sus hojas y raíces.

## Ecología
De las hojas de esta planta se alimentan las larvas de la mariposa nocturna Acontia nitidula.

## Taxonomía
Abelmoschus esculentus fue descrita primero por Carlos Linneo como Hibiscus esculentus en 1753 (Species Plantarum, vol, 2, p. 696) e incluida en el género Abelmoschus por Conrad Moench y publicado por él en Methodus Plantas Horti Botanici et Agri Marburgensis : a staminum situ describendi, 2, p. 617 en 1794.
Sinonimia
- Abelmoschus bammia Webb
- Abelmoschus longifolius (Willd.) Kostel.
- Abelmoschus officinalis (DC.) Endl.
- Abelmoschus praecox Sickenb.
- Abelmoschus tuberculatus Pal & Singh
- Abelmoschus tuberculatus var. deltoidefolius T.K.Paul & M.P.Nayar
- Hibiscus esculentus L. basónimo
- Hibiscus longifolius Willd.[27]

## En música
La orquesta Los Hermanos Moreno grabó el tema "Quimbombó" para el álbum Together en 1991, refiriéndose en la canción a este alimento como acompañante de diversos platos típicos puertorriqueños. 
En la canción la ñañara y en letra de la canción aparece la malanga el fus fus y el Ñame.